# Anthony Blunt
Pour les articles homonymes, voir Blunt.
 (novembre 2020).
Anthony Blunt, né le 26 septembre 1907 à Bournemouth et mort le 26 mars 1983 à Westminster, est un historien d'art britannique, spécialiste de l'art classique français et du baroque italien.
Il est également connu pour avoir été le « quatrième homme » des cinq de Cambridge, un groupe d'espions à la solde du KGB ayant travaillé pour le compte de l'Union soviétique pendant la guerre froide. George Steiner estime que l'étendue exacte de son rôle en tant que taupe soviétique ne sera jamais connue. À l'inverse, il ajoute : « Ce que Blunt a pu accomplir comme historien de l'art demeure illuminant. »

## Jeunesse

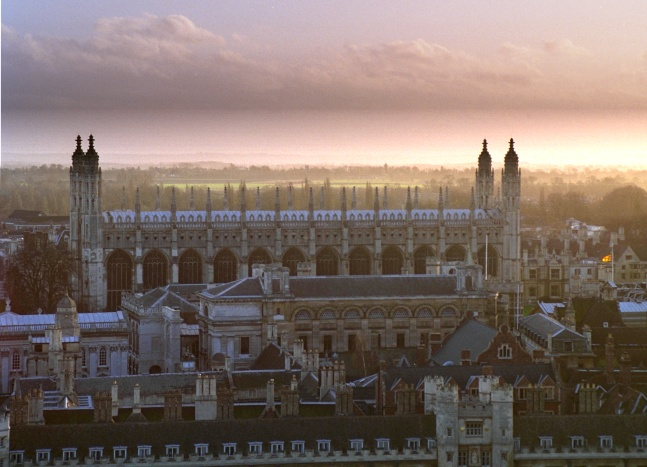
Les collèges de Cambridge

Né à Bournemouth, dans le sud de l'Angleterre, Anthony Frederick Blunt est le troisième fils d'un pasteur anglican et cousin d'Elizabeth Bowes-Lyon (épouse de George VI et mère de la reine Élisabeth II).
Son père étant l'aumônier de l'ambassade britannique à Paris, Anthony Blunt y passe ses quatorze premières années et parle couramment le français. C'est à Paris qu'il découvre l'art et la culture de la France, en particulier le peintre Nicolas Poussin.
Plus tard, durant ses études à Marlborough College où il se classe dans les premières places, il se lie d'amitié avec deux futurs écrivains, Louis MacNeice et John Betjeman, ainsi qu'avec Ellis Waterhouse, puis, grâce à une bourse, il entre au Trinity College de l'université de Cambridge. Étudiant d'abord en mathématiques, ensuite en lettres modernes, puis, en graduate, en histoire de l'art, il rejoint le cercle d'artistes et d'intellectuels du Bloomsbury Group et, avec le soutien de John Maynard Keynes est élu dans la société secrète des Cambridge Apostles où il sera rejoint par ses amis Julian Bell puis Guy Burgess, Victor Rothschild et Michael Straight. Avec ceux qui vont devenir ses « camarades espions » — Kim Philby, Donald Maclean, Burgess puis John Cairncross, il est proche de la gauche marxiste britannique et exprime son hostilité envers le fascisme et le nazisme. C'est à l'automne 1933 que, selon Blunt, « le marxisme fait irruption à Cambridge ».
Homosexuel, il est l'amant de Guy Burgess, puis de Julian Bell, neveu de Virginia Woolf et proche de l'économiste John Maynard Keynes. Ami de plusieurs des Cinq de Cambridge, Bell est tué à 29 ans en 1937 lors de la bataille de Brunete. Blunt refuse de donner à sa mère Vanessa Bell les lettres qui auraient figuré dans le livre-hommage qui sera préfacé par Keynes. Cette mort renforce la détermination des cinq de Cambridge dans leur volonté de combattre le fascisme.[réf. nécessaire]
En 1937, son camarade d'études et ancien amant Guy Burgess le persuade de transmettre des informations aux services de renseignement soviétiques.

## L'historien d'art

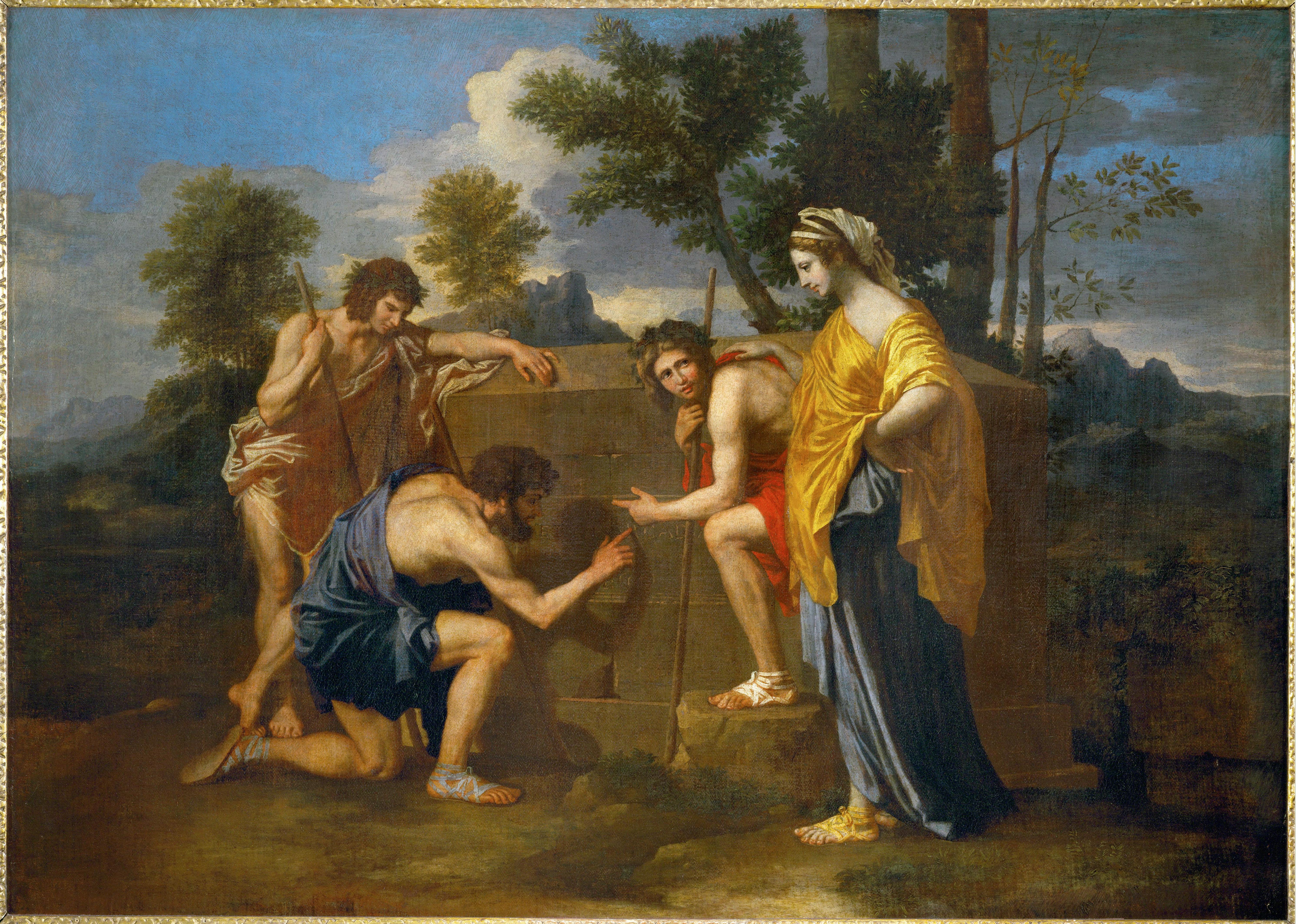
Nicolas Poussin, Et in Arcadia ego, Paris, musée du Louvre.

Il commence à publier des textes d'orientation marxisante dans des revues érudites vouées à l'art. Dans les années suivantes, il s'oppose au surréalisme, sa notoriété croissant dans les milieux des amateurs de peinture et des galeristes.
En 1939, Anthony Blunt est nommé maître de conférences en histoire de l'art à l'université de Londres et vice-directeur de l'institut Courtauld. Selon George Steiner, c'est à cette époque que l'œuvre critique de Blunt passe d'un « journalisme » savant à un approfondissement et à une érudition qui font de lui « l'un des historiens les plus en vue de son époque », en particulier grâce à ses articles dans le Burlington Magazine et dans le Journal of the Warburg and Courtauld Institutes.
Après la guerre, il devient le directeur de l'institut Courtauld. Le « professeur Blunt », considéré comme l'un des plus éminents historiens d'art britanniques, y donne de nombreuses conférences jusqu'à la fin des années 1970. De 1945 à 1973 il succède à Sir Kenneth Clark au poste de conservateur des collections royales, fonction qui lui vaut d'être anobli en 1956.

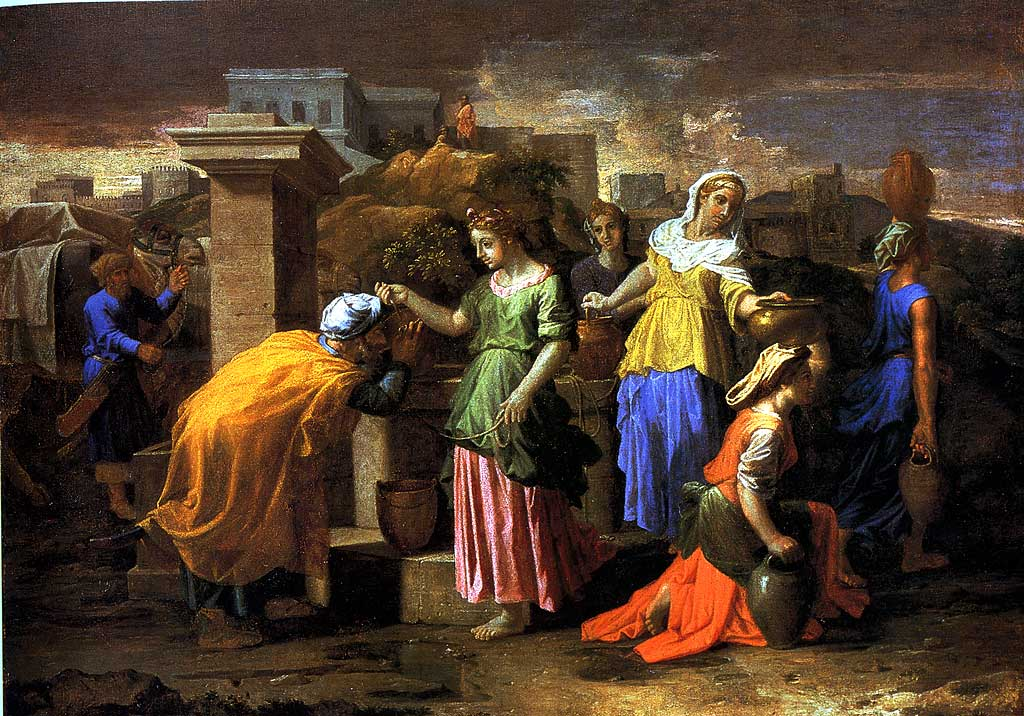
Nicolas Poussin, Éliézer et Rébecca, tableau qui a appartenu à Anthony Blunt. Fitzwilliam Museum.

En 1960, il est le commissaire général de la grande rétrospective Nicolas Poussin au musée du Louvre, exposition qui rassemble la plupart des œuvres de l'artiste et grâce à laquelle le public international redécouvre ce peintre. En 1962, il occupe la chaire Slade à l'université d'Oxford, destinée à l'enseignement des beaux-arts et fondée dans trois universités différentes : Oxford, Cambridge et Londres. Celle d'Oxford, nommée « chaire John Ruskin » en raison de son premier titulaire, a été occupée entre autres par John Pope-Hennessy en 1956, Kenneth Clark en 1961 et Quentin Bell en 1964. En 1965, Anthony Blunt devient titulaire de la chaire Slade de l'université de Cambridge, où il succède à John Pope-Hennessy.
Anthony Blunt est l'un des grands experts de Poussin, auquel il a consacré plusieurs ouvrages, articles et catalogues. Spécialiste de l'art classique français et du baroque italien, il a publié de nombreux textes qui font encore référence aujourd'hui, notamment sur Philibert Delorme, Francesco Borromini et sur le baroque napolitain.

## Activités d'espionnage
Blunt effectue une visite en Union soviétique en 1935 et est recruté l'année suivante par l'agent du NKVD (futur KGB) Arnold Deutsch. À Cambridge, il a remarqué l'Américain converti au communisme, Michael Straight. Après les purges staliniennes, il perd son officier traitant soviétique, si bien qu'il cesse de travailler pour le NKVD et se consacre entièrement à sa carrière dans les arts jusqu'à l'apparition d'un nouvel officier traitant, Anatoli Gorski en 1939.
Peu avant que la Seconde Guerre mondiale éclate, Blunt s'engage dans la branche du renseignement de l'armée britannique. Le MI5, service de sécurité qui a dans ses dossiers des traces de sa visite en URSS et de sa proposition de donner une conférence à la Marx Memorial Library en 1936, déconseille de l'employer, mais Blunt parvient à réintégrer son cours de formation en prétendant qu'il n'avait été intéressé que par l'application du marxisme à l'histoire de l'art. Il reprend sa formation et est bientôt nommé capitaine. Fin 1939, il est envoyé à Boulogne-sur-Mer diriger une section de sécurité en campagne (Field Security Section).
De retour en Angleterre, Blunt fait en juin 1940 par l'intermédiaire de son ami Victor Rothschild la connaissance de Guy Liddell, spécialiste des menées communistes, qui sera bientôt chef de la branche B (contre-espionnage et contre-subversion) du MI5. Anthony Blunt est d'abord dans la branche D (sécurité passive et contrôle des voyageurs), où sont utilisées ses connaissances en allemand. À partir de 1941, Guy Liddell fait de Blunt son assistant personnel.
Blunt a ainsi accès à certaines des informations les plus sensibles du MI5. Cela lui permet de donner aux Soviétiques une copie de l'interrogatoire du transfuge Walter Krivitsky, des informations sur le système Double Cross, sur des enquêtes du MI5 contre des agents communistes et sur la surveillance de l'ambassade soviétique par le MI5. Blunt devient rapidement l'officier du MI5 responsable de pénétrer les ambassades des pays neutres et chargé de rédiger les brouillons des rapports mensuels que le MI5 envoie à partir de mars 1943 au Premier ministre Churchill. Le 26 mai 1944, Blunt fournit aux Soviétiques le plan complet de désinformation pour le débarquement en Normandie. Selon un compte fait par le KGB, Blunt donne ainsi un total de 1771 documents entre 1941 et 1945.
La guerre froide et son poste de conservateur l'amènent à s'éloigner progressivement du MI5. Devenant alors inutile pour le KGB, il sert encore parfois de courrier entre son ami Guy Burgess et son officier traitant.
En 1951, la fuite en URSS de Donald Maclean et Guy Burgess, à laquelle il contribue, incite le MI5 à suspecter Philby, Blunt et Cairncross d'être aussi des agents soviétiques. Blunt nie et parvient à persuader le MI5 qu'il ignorait les activités d'espionnage de Guy Burgess.
Au début des années 1960, il se serait rendu à Beyrouth pour rencontrer clandestinement Kim Philby qui s'enfuit à Moscou en janvier 1963.
En 1964, grâce aux informations de Michael Straight, le MI5 fait avouer à Blunt son passé de taupe au service de l'Union soviétique. Il détaille les secrets qu'il a transmis aux Soviétiques et donne les noms d'autres espions en échange de l'immunité et du fait que ses activités ne seront pas rendues publiques. Il est autorisé à conserver son poste de conservateur des collections de tableaux de la Couronne. Il reste ainsi encore huit années à ce poste et proche de la reine Élisabeth II, sans que cette dernière soit au courant de son passé d'espion. Michael Hanley, alors directeur général du MI5, écrit au sujet d'Anthony Blunt : « Il a pu garder son poste royal parce que l'intérêt public était le plus important. Aucun changement ne devait apparaître dans son statut. » La reine ne saura la vérité qu'en 1973, sur décision du Premier ministre Edward Heath.
Sa carrière d'espion reste un secret d'État jusqu'en 1979, lorsque l'auteur Andrew Boyle publie un livre, The Climate of Treason, dévoilant son rôle. Interpellée dans l'enceinte de la Chambre des communes, la Première ministre de l'époque, Margaret Thatcher, admet dans une déclaration le passé de Blunt. Le scandale est considérable. Son homosexualité vaut à Blunt de violentes insultes homophobes. Son titre de chevalier lui est aussitôt retiré et, à sa mort, l'État britannique refuse son legs de tableaux de Poussin.
Quentin Bell, frère cadet de Julian et neveu de Virginia Woolf raconte dans un livre de souvenirs sa relation avec l'ami de son frère. Il ne dissipe pourtant pas tous ses mystères, notamment le soutien de l'espion à sa carrière, le rachat douteux à Duncan Grant d'un tableau qu'il attribue à Poussin ou leur rencontre à Lewes peu de temps avant sa mort.
Pourtant, lors d'une visite officielle de la Reine à l'université où Blunt était titulaire, celle-ci lui fit preuve d'un salut et d'une marque de reconnaissance pour son travail  d'historien de l'art, le réhabilitant ainsi.

## Distinctions
- Chevalier commandeur de l'ordre royal de Victoria (KCVO)[22]. Il en sera radié le 16 novembre 1979[23] .
- Commandeur de la Légion d'honneur[24].

## Principales publications

### Ouvrages en français ou traduits en français
- Philibert Delorme, Paris : Julliard, 1958. Rééd. 1963, Paris : G. Monfort, 1986
- (avec G. Bazin, Ch. Sterling, M. Hours) Nicolas Poussin (exposition, Paris, musée du Louvre, mai-juillet 1960), Paris : Édition des musées nationaux, 1960
- « À propos de l'exposition Poussin », Revue des Arts. Musées de France, 1960, n° 2, p. 1-26
- Nicolas Poussin. Lettres et propos sur l'art, Paris : Hermann, 1964. Rééd. 1989
- (avec J. Thuillier) Nicolas Poussin (exposition, Rome, Villa Médicis, nov. 1977-janv. 1978), Roma : Edizioni dell'Efefante [1977]
- Art et Architecture en France, 1500-1700, Macula, 1983
- Souvenirs, Paris : Christian Bourgois, 1985
- La Théorie des arts en Italie, 1450-1600, Gérard Monfort, 1986

### Ouvrages et articles en langue anglaise
- "El Greco's 'Dream of Phillip II' : An Allegory of the Holy League", Journal of the Warburg and Courtauld Institutes, vol. 3, 1939-40, p. 58-69
- Artistic Theory in Italy: 1450-1600, Oxford: Clarendon Press, 1940
- François Mansart and the Origins of French Classical Architecture, London: The Warburg Institute, 1941
- The French Drawings of Windsor Castle, London, 1945
- (avec W. Friedlander) The drawings of Nicolas Poussin : catalogue raisonné, Londres : Warburg Institute, 1949-1976
- The Art and Architecture in France: 1500-1700 (Pelican History of Art, 4), Harmondsworth: Penguin Books, 1953
- "The Precieux and French Art", Fritz Saxl, 1890-1948: A Volume of Memorial Essays, Donald J. Gordon (éd.), London : 1957, p. 326-38
- Nicolas Poussin, "Mellon Lectures in the fine arts", s. l., s. n., 1958
- Philibert de l'Orme, London: A. Zwemmer, 1958
- The Art of William Blake, New York: Columbia University Press, 1959
- Picasso, The Formative Years : A Study in His Sources, New York, 1962
- The Paintings of Nicolas Poussin: Critical Catalogue, London: Phaidon, 1966
- Nicolas Poussin (Bollingen series 35, 7) (A.W. Mellon lectures in the fine arts, 1958), New York: Bollingen Foundation, 1967
- Nicolas Poussin, London : Phaidon Press, 1967
- Studies in Renaissance and Baroque Art, presented to Anthony Blunt on his 60th birthday, London : Phaidon, 1967
- Sicilian Baroque, Weidenfeld & Nicolson, 1968
- Picasso's 'Guernica', London: Oxford University Press, 1969
- The Drawings at Windsor Castle, Phaidon : London-New York, 1971
- From Bloomsbury to Marxism, Studio International, Journal of Modern Art, 1973
- Neapolitan Baroque & Rococo Architecture, London: A. Zwemmer, 1975
- Rubens and Architecture, Burlington Magazine, n° 894, 1977, p. 609-621
- Borromini, Cambridge, 1979
- Souvenirs, Art Monthly, 1979
- Roman Baroque Architecture : The Other Side of the Medal, Art History n° 1, 1980, p. 61-80
- Nicolas Poussin, London : Pallas Athene Publishing, 1995
- (avec J. M. Merz) Pietro da Cortona and Roman Baroque Architecture, New Haven : Yale University Press, 2008